# Клайнер-Ванзе

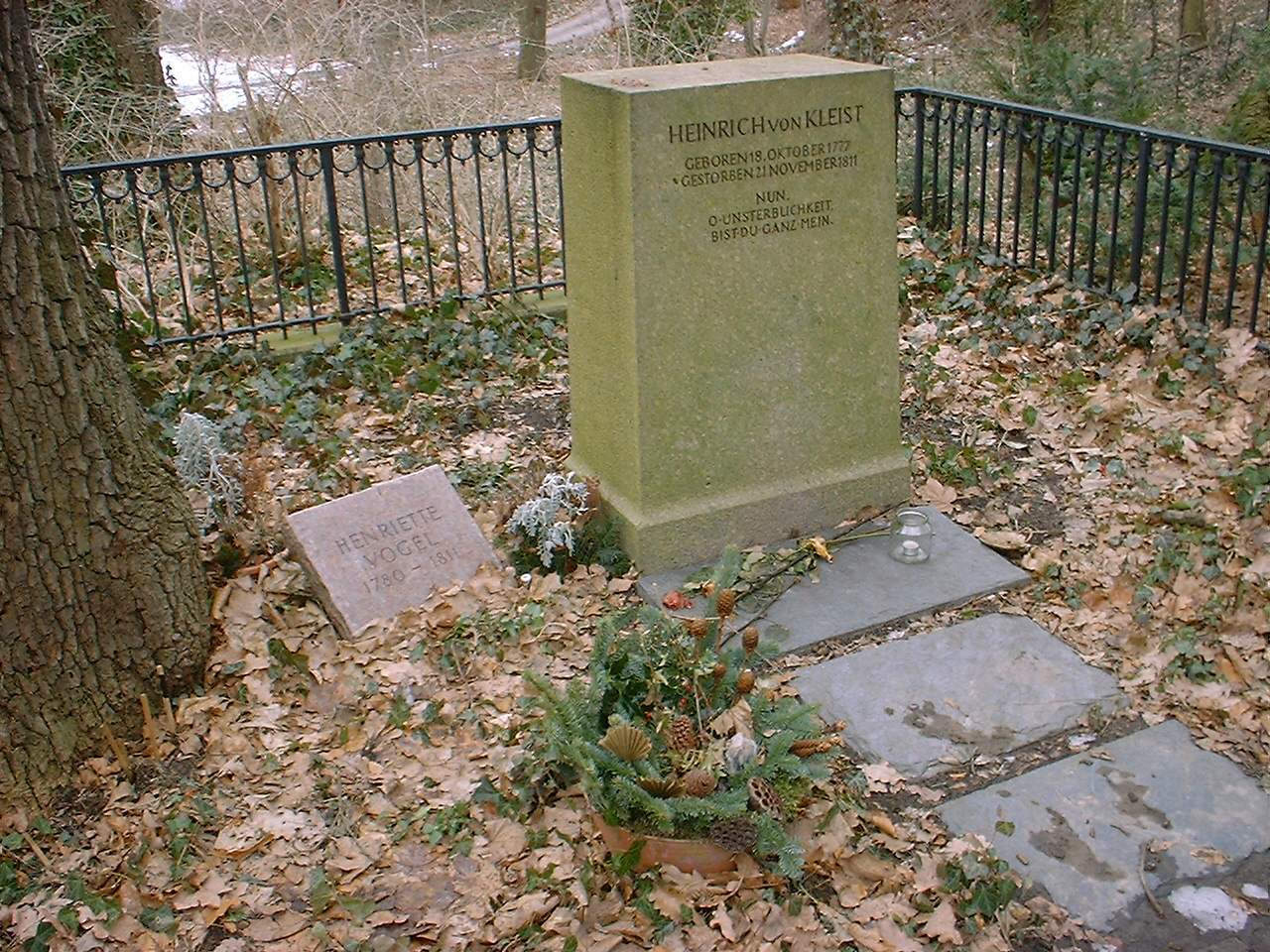
Могила Генриха фон Клейста

Клайнер-Ванзе (нем. Kleiner Wannsee) — озеро в Берлине, в южной части округа Штеглиц-Целендорф. Являясь составной частью Грибниц-канала, оно соединяет между собой озёра Гросер-Ванзе и озеро Полезе. Условная граница между Клайнер-Ванзе и Полезе проходит по полуострову Верхорн (Wehrhorn). Течение направлено из Тельтов-канала через Клайнер-Ванзе в Гросер-Ванзе. Площадь поверхности — 0,2 км². Высота над уровнем моря — 21 м.
Клайнер-Ванзе расположен в восточной части Берлина Ванзе.
На берегу озера располагаются многочисленные спортивные объединения по академической гребле. Здесь же находится могила немецкого драматурга Генриха фон Клейста (1777—1811). Так как прибрежные участки земли находятся в частной собственности, открытого доступа к берегу озера нет.